# 루이스 닉슨

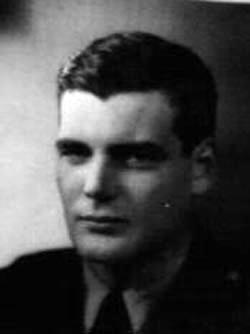
루이스 닉슨

루이스 닉슨 (1918년 9월 30일 ~ 1995년 1월 11일) 은 미국 육군 101 공수사단 506 낙하산 보병 연대 E 중대의 장교로서 제2차 세계 대전에 참전했던 참전 용사이다. 루이스 닉슨은 HBO/BBC의 미니시리즈 밴드 오브 브라더스에서 미국 배우 론 리빙스턴이 연기하였다.

## 어린 시절
루이스 닉슨은 1918년 9월 30일, 스탠호프 우드 닉슨과 도리스 라이어 닉슨의 장남으로 뉴욕 시티에서 태어났다. 닉슨은 군함 설계가인 루이스 닉슨(1861년-1940년)과 그의 처 샐리 우드 닉슨의 손자이기도 하다. 닉슨은 스포츠에도 소질이 있었는데, 일례로 닉슨이 7살 때인 1926년 5월 22일, 센트럴파크의 컨저배터리 호수에서의 35인치급 레가타 경주에서 3위를 하여 금메달과 동메달을 받기도 하였다.
닉슨은 유년시절을 뉴욕주 뉴욕시와 캘리포니아 몬테치토에서 보냈으며 독일, 프랑스, 영국을 포함한 다양한 나라를 폭넓게 여행하였다. 이후 닉슨은 Yale University를 2년동안 다니다가 1941년 1월 육군에 지원하였다. 같은 해 육군 장교 후보 과정(OCS: Officer Candidate School)을 마친 닉슨은 공수부대원이 되기로 결정하였다.

## 제2차 세계대전
닉슨은 이병 계급으로 육군에 입대하였지만 장교 후보 과정을 수료한 뒤 소위가 되었다. 506 공수 연대의 이지 중대에 배속된 닉슨은 미국 조지아주 토코아 기지에서 주요 기초 군사 훈련을 받았으며, 미국과 영국의 많은 훈련소에서 노르망디 상륙 작전에 대비한 산발적인 훈련을 받았다.
닉슨은 대대본부 정보장교(S2)로 진급하였으며, 1944년 6월 12일 프랑스의 카랭탕을 이지 중대가 점령하는 과정에서 연대 본부에서 복무해도 될 만한 능력을 보여주었다. 닉슨은 노르망디 상륙 작전, 네덜란드에서의 마켓가든 작전, 바스통 전투에서 활약하였지만 실전 사격을 한 적은 없었다. 한편, 마켓 가든 작전 도중, 닉슨의 전투모가 총에 맞는 일도 있었지만 닉슨은 목숨을 건졌다.
닉슨은 알코올 의존증이 있었으며 이로 인해 갑작스럽게 대대본부 작전장교(S3)로 좌천되었다. 베르히스가르텐에서, 닉슨은 헤르만 괴링이 수집한 방대한 고급 주류들을 처음으로 맛보기도 하였다.
닉슨은 101 공수 사단의 참전 용사들 중 다른 사단이나 연대에 끼어들어 전투 낙하를 한 몇 안되는 인물 중 한 명이다. 1945년 3월 24일, 닉슨은 맥스웰 테일러 장군의 지시에 의해 바르시티 작전에 참여한 17 공수 사단의 옵저버로서 배속되었다. 이때 닉슨과 다른 3명이 강하하자 마자, 이들이 탔던 수송기는 독일군의 공격을 정통으로 맞고 추락하는 일이 있기도 하였다.
닉슨은 전쟁에서 살아남았으며, 전역할 때의 계급은 대위였다. 독일군의 패전을 지켜본 닉슨은 1945년 9월 고향으로 돌아갔다.
닉슨은 블렌드 위스키 뱃 69(Vat 69)를 매우 좋아했던 것으로 알려져 있다. 이것은 스티븐 앰브로즈가 쓴 책 밴드 오브 브라더스와 이를 바탕으로 한 텔레비전 미니시리즈 밴드 오브 브라더스에서 몇번이고 표현되었다.

## 대전 이후
전쟁이 끝난 후 닉슨은 미국 뉴저지 주에 있는 닉슨 질산 칼륨에서 아버지 스탠호프 우드 닉슨의 곁에서 일했다. 전쟁이 끝난 후 닉슨으로부터 함께 일하자는 제의를 받았던 전우 리처드 윈터스는 닉슨 질산 칼륨의 인사 관리자가 되었다. 닉슨은 마지막 아내 그레이스와 1956년 결혼할 때까지의 두 번의 결혼에 모두 실패하였다. 닉슨은 세 번째 결혼을 거치면서 비로소 삶을 추스릴 수 있었으며 알코올 의존증도 극복하였다.
루이스 닉슨은 당뇨병의 합병증으로 인해 1995년 1월 11일 미국 캘리포니아주 로스엔젤레스에서 사망하였다.
당시 미국 뉴저지주에 있던 도시 닉슨은 지금은 뉴저지주 뉴저지 주의 미들섹스 카운티의 에디슨의 한 구역으로 행정구역이 변경되었다. 닉슨 질산칼륨의 이전 사업장은 미들섹스 카운티 대학과 래프리턴 센터 인더스트리얼 파크에 위치해 있다.

## 참고 문헌
Band of Brothers: E Company, 506th Regiment, 101st Airborne from Normandy to Hitler's Eagle's Nest, 스티븐 앰브로즈, Simon & Schuster, 1992년. ISBN 0-7434-6411-7
- 미니시리즈 밴드 오브 브라더스
- 뉴욕타임즈 1926년 5월 23일자 16면.